# Wasyl Teśmynecki
Wasyl Petrowycz Teśmynecki (ukr. Василь Петрович Тесьминецький; ur. 12 stycznia 1979) – ukraiński zapaśnik walczący w stylu wolnym. Brązowy medalista mistrzostw świata w 2005 i mistrzostw Europy w 2009. Pierwszy w Pucharze Świata w 2005 i 2009, a trzeci w 2003. Trzeci na ME juniorów w 1999 roku.